# Kitami Beach
Kitami Beach är en strand i Antarktis. Den ligger i Östantarktis. Norge gör anspråk på området.